# Karl Rolvaag

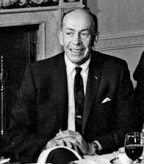
Karl Rolvaag (1963)

Karl Fritjof Rolvaag (* 18. Juli 1913 in Northfield, Minnesota; † 20. Dezember 1990 ebenda) war ein US-amerikanischer Politiker und von 1963 bis 1967 Gouverneur des Bundesstaates Minnesota.

## Frühe Jahre und politischer Aufstieg
Karl Rolvaag besuchte das St. Olaf College und danach bis 1946 die University of Minnesota. Schließlich konnte er mit einem Stipendium der Amerikanisch-Skandinavischen Stiftung bis 1948 in Oslo in Norwegen studieren. Seine Ausbildung wurde durch den Zweiten Weltkrieg unterbrochen, an dem Rolvaag als Offizier der US-Armee teilnahm. Nach dem Studium arbeitete Rolvaag in der Versicherungsbranche.
Rolvaag wurde Mitglied der Demokratischen Partei, die sich in Minnesota seit einer Fusion im Jahr 1944 Democratic-Farmer-Labor Party (DFL) nennt. Zwischen 1954 und 1963 war er Vizegouverneur seines Staates. Bei den Gouverneurswahlen des Jahres 1962 kandidierte er gegen den republikanischen Amtsinhaber Elmer L. Andersen. Das Wahlergebnis war sehr knapp und stand erst im März 1963 nach mehreren Stimmenauszählungen und einem Gerichtsbeschluss fest: Rolvaag hatte mit 91 Stimmen Vorsprung gewonnen.

## Gouverneur von Minnesota
Karl Rolvaag trat sein neues Amt am 21. März 1963 an. Er wurde zum ersten Gouverneur dieses Staates, der nach einer Verfassungsänderung eine vierjährige Amtszeit absolvieren konnte. In diesen vier Jahren wurde in Minnesota ein neues Schulsystem im Bereich der Junior Colleges eingeführt. Die Wahlbezirke des Staates wurden neu eingeteilt und die Verhältnisse in den Nervenheilanstalten wurden verbessert. Nachdem er im Jahr 1966 mit dem Versuch einer Wiederwahl am Republikaner Harold LeVander gescheitert war, musste Rolvaag am 2. Januar 1967 aus seinem Amt ausscheiden.

## Weiterer Lebenslauf
Zwischen 1967 und 1969 war Rolvaag Botschafter der Vereinigten Staaten in Island. Er folgte in Reykjavík auf James K. Penfield und wurde nach Ablauf seiner Amtszeit von Luther Replogle abgelöst. Von 1970 bis 1975 war er Mitglied des Ausschusses, der sich mit den öffentlichen Versorgungsbetrieben des Staates befasste (Minnesota Public Utility Commission). Danach zog er sich aus dem öffentlichen Leben zurück. Er hatte damals ein Alkoholproblem, das er bekämpfte. Später hielt er Vorträge in Selbsthilfegruppen für Alkoholsüchtige und gab Hilfestellungen zur Überwindung dieses Problems. Er starb im Dezember 1990 an Herzversagen. Mit seiner Frau Florence A. Boedeker hatte er zwei Kinder.